# 본원
대승의 보살들은 자신의 오도(悟道)는 뒤로 돌리고 우선 남을 구제한다는 자미득도선도타(自未得度先度他)의 사상과 실천을 이상으로 하였고, 이러한 중생구제의 염원과 깨달음을 찾아 불도에 들어올(발심 · 發心) 때부터 그 맹세가 요구되었다. 이러한 소원을 마음으로 맹세하는 것, 즉 서원을 일반적으로 본원(本願)이라고 하였다.
예를 들어 아미타불의 사십팔원(四十八願)이나 약사불의 십이원(十二願) 등이 본원에 해당한다. 그러나 정토교에서는, 아미타불이 법장보살이었을 때 중생제도를 기원하여 세운 사십팔원 중 특히 제18원을 본원 중의 본원으로 삼는다는 뜻으로 왕본원(王本願) 혹은 단순히 본원이라 하여 존중하였다.
제18원이란 아미타불이 "생명을 받은 일체의 것이 지심(至心)으로 신락(信樂: 信心歡喜)하고 나의 정토에 태어나기를 원하면, 겨우 십성(十聲)의 염불만을 외었다 할지라도 이를 구제하지 못하면 부처가 될 수 없다"고 말한 서원(誓願)이다. 이 서원은 아미타불 편에서 보면 염불하는 자를 구하기를 맹세한 것이고, 중생편에서 보면 염불을 하면 정토에 다시 태어날 수 있다는 신앙이다.

## 참고 문헌
- 이 문서에는 다음커뮤니케이션(현 카카오)에서 GFDL 또는 CC-SA 라이선스로 배포한 글로벌 세계대백과사전의 내용을 기초로 작성된 글이 포함되어 있습니다.